# Lazaek
A lazaek, ókori kolkhiszi néptörzs a Phasis és Acampsis folyók közt, a római császárok korától fogva említik őket a kolkhisziak helyett. Az 5. századtól fogva önálló Lazica nevű királyság létezett, fővárosa Cutatisium volt.